# Municipio de Moscow (Dakota del Norte)
El municipio de Moscow (en inglés: Moscow Township) es un municipio ubicado en el condado de Cavalier en el estado estadounidense de Dakota del Norte. En el año 2010 tenía una población de 17 habitantes y una densidad poblacional de 0,18 personas por km².

## Geografía
El municipio de Moscow se encuentra ubicado en las coordenadas 48°45′42″N 98°40′00″O / 48.76167, -98.66667. Según la Oficina del Censo de los Estados Unidos, el municipio tiene una superficie total de 93.24 km², de la cual 90,63 km² corresponden a tierra firme y (2,8 %) 2,61 km² es agua.

## Demografía
Según el censo de 2010, había 17 personas residiendo en el municipio de Moscow. La densidad de población era de 0,18 hab./km². De los 17 habitantes, el municipio de Moscow estaba compuesto por el 100 % blancos. Del total de la población el 0 % eran hispanos o latinos de cualquier raza.